# گوستاو هوساک
گوستاو هوساک (اسلواکی:Gustáv Husák) (زاده ۱۰ ژانویه ۱۹۱۳ – درگذشته ۱۸ نوامبر ۱۹۹۱) سیاست‌مدار و رهبر سیاسی اسلواکی که از ۱۹۶۹ تا ۱۹۸۷ صدر حزب کمونیست چکسلواکی، و از ۱۹۷۵ تا ۱۹۸۹ رئیس‌جمهور چکسلواکی بود. گوستاو هوشاک در ۱۸ نوامبر ۱۹۹۱ در سن ۷۸ سالگی درگذشت.